# Anacis varipes
Anacis varipes är en stekelart som först beskrevs av Porter 1967.  Anacis varipes ingår i släktet Anacis och familjen brokparasitsteklar. Inga underarter finns listade i Catalogue of Life.